# Superficie commerciale utile
La superficie commerciale utile, anche, impropriamente, superficie totale affittabile o superficie lorda affittabile, talora indicata con l'acronimo GLA (dall'inglese Gross leasable area), è un parametro utilizzato per la classificazione dei centri commerciali e indica la misura, in metri quadri, della superficie utile a produrre reddito (sia tramite affitto che vendita della stessa).
La GLA comprende tutta l'area in cui un'attività commerciale svolge la propria attività, non solo di vendita ma anche di ricezione merce (magazzino) o produzione (laboratorio). Rappresenta il 70 - 90% della superficie totale di un centro commerciale e non include gli spazi comuni come galleria, servizi, parcheggi, ecc.